# Predgrađe
Predgrađe je naziv za naselje pretežito stambenog karaktera. Može biti kao zasebno naselje u neposrednoj blizini grada, ali i stambena cjelina unutar grada. Često imaju manju gustoću naseljenosti od centra grada.